# Juan Francisco Giró
Juan Francisco José Giró y Zufriategui (* 3. Juni 1791 in Montevideo; † 8. Mai 1863 ebenda) war ein uruguayischer Politiker.

## Leben
Er wurde in Montevideo als Sohn des spanischen Einwanderers José Giró und der baskischstämmigen Mutter María Zufriategui geboren. Seine Ausbildung erhielt er sowohl in seiner Heimatstadt, als auch in Buenos Aires und Rio de Janeiro. Zudem verbrachte er auch Zeit in Spanien und den Vereinigten Staaten, wo er sich zwischen 1812 und 1815 aufhielt.
Giró gehörte der Partido Blanco an und hatte im Rahmen seiner politischen Laufbahn zunächst vom 22. Dezember 1828 bis zum 27. August 1829 und erneut vom 20. April 1830 bis zum 24. Oktober desselben Jahres das Amt des Außenministers seines Heimatlandes inne. Zwei Jahrzehnte später saß er ab dem 12. Februar 1852 als Senator für das Departamento Colonia in der Cámara de Senadores. Sodann wurde er von der Generalversammlung (Asamblea General) am 1. März 1852 für den Zeitraum von 1852 bis 1856 als Nachfolger von Bernardo Prudencio Berro zum Präsidenten von Uruguay gewählt. Seine Präsidentschaft endete jedoch schon am 24. September 1853, als er im Rahmen einer militärischen Meuterei seitens eines Teils der Partido Colorado abgesetzt und durch das Regierungs-Triumvirat von 1853 ersetzt wurde.
Während seiner Amtszeit war er der erste Präsident, der eine offizielle Rundreise (von Oktober bis Dezember 1852) durch das Landesinnere unternahm.
Ab dem 9. Februar 1860 bis zu seinem Tode war er erneut als Senator, diesmal für das Departamento Cerro Largo, tätig. Dabei übte er in den Jahren 1860 bis 1862 das Amt des Senats-Vizepräsidenten aus.